# Ассаке-Аудан
Ассаке-Аудан (Ассаке-Каудан, узб. Asakaovdon, Асакаовдон, каз. Ассеке-аудан) — впадина в южной части плато Устюрт. Расположена на территории Республики Каракалпакстан в составе Узбекистана и Мангистауской области Казахстана.
С севера впадина Ассаке-Аудан ограничена увалом Карабаур, с юга — устюртскими поднятиями (Капланкырской возвышенностью и её западным продолжением).
Впадина расположена на высоте менее 100 м над уровнем моря. Площадь Ассаке-Аудан составляет около 5600 км², протяженность — более 150 км при ширине 85 км. В период плиоцена была затоплена озером. В период верхнего антропогена внутренняя часть впадины входила в акваторию Сарыкамышского озера, наполняемого водами Амударьи. Борта и дно впадины образованы карбонатными глинами, мергелями и известняками сарматского яруса, которые налегают на гипсоносный средний миоцен. Ландшафты представлены, в основном, глинисто-щебнистой, глинистой и частично солончаковой пустыней.